# Fanny Rinne
Pour les articles homonymes, voir Rinne.
Fanny Rinne, née le 15 avril 1980 à Mannheim, est une joueuse allemande de hockey sur gazon.
Elle fait partie de l'équipe d'Allemagne de hockey sur gazon féminin sacrée championne olympique aux Jeux d'été de 2004 à Athènes. 